# Fierzë, Pukë
Fierzë, Pukë là một xã trong quận Pukë thuộc hạt Shkodër, Albania. Dân số năm 2005 là 2542 người.